# 春日寺 (小牧市の町名)
春日寺（かすがんじ）は、愛知県小牧市の地名。現行行政地名は春日寺一丁目から三丁目。

## 地理

### 河川・池沼
- 大山川

### 交通
- 愛知県道102号名古屋犬山線
- 愛知県道201号南外山勝川停車場線
- 名鉄小牧線

### 施設
- 航空自衛隊小牧基地
- 春日寺
- 神明社
- 小牧春日寺郵便局

- 春日寺神明社

## 歴史

### 地名の由来
地内の曹洞宗春日寺による。

### 沿革
- 1995年（平成7年）2月12日 - 大字南外山の一部より春日寺一丁目および三丁目が、東原町の全域および大字南外山の一部より春日寺二丁目が成立[1]。

### 人口の変遷
国勢調査による人口および世帯数の推移。
| 1995年（平成7年）  | 369世帯 1681人 |  |
| 2000年（平成12年） | 315世帯 1463人 |  |
| 2005年（平成17年） | 326世帯 1382人 |  |
| 2010年（平成22年） | 284世帯 717人  |  |
| 2015年（平成27年） | 299世帯 753人  |  |
| 2020年（令和2年）  | 367世帯 879人  |  |

### WEB
1. 1 2  総務省統計局 (2022年2月10日). “令和2年国勢調査の調査結果(e-Stat) - 男女別人口，外国人人口及び世帯数－町丁・字等” (CSV). 2023年8月2日閲覧。
2. ↑  “愛知県小牧市の町丁・字一覧”.   人口統計ラボ. 2023年11月2日閲覧。
3. ↑  “読み仮名データの促音・拗音を小書きで表記するもの(zip形式) 愛知県” (zip).   日本郵便 (2024年2月29日). 2024年3月26日閲覧。
4. ↑  “市外局番の一覧” (PDF).   総務省 (2022年3月1日). 2022年3月22日閲覧。
5. ↑  “ナンバープレートについて”.   一般社団法人愛知県自動車会議所. 2024年1月21日閲覧。
6. ↑  総務省統計局 (2014年3月28日). “平成7年国勢調査の調査結果(e-Stat) - 男女別人口及び世帯数 －町丁・字等” (CSV). 2021年7月20日閲覧。
7. ↑  総務省統計局 (2014年5月30日). “平成12年国勢調査の調査結果(e-Stat) - 男女別人口及び世帯数 －町丁・字等” (CSV). 2021年7月20日閲覧。
8. ↑  総務省統計局 (2014年6月27日). “平成17年国勢調査の調査結果(e-Stat) - 男女別人口及び世帯数 －町丁・字等” (CSV). 2021年7月21日閲覧。
9. ↑  総務省統計局 (2012年1月20日). “平成22年国勢調査の調査結果(e-Stat) - 男女別人口及び世帯数 －町丁・字等” (CSV). 2021年7月21日閲覧。
10. ↑  総務省統計局 (2017年1月27日). “平成27年国勢調査の調査結果(e-Stat) - 男女別人口及び世帯数 －町丁・字等” (CSV). 2021年7月21日閲覧。

### 書籍
1. ↑  『平成7年2月12日施行 春日寺地区町名設定調書』小牧市、1995年。